# HD162576
HD162576 — хімічно пекулярна зоря спектрального класу B9, що має видиму зоряну величину в смузі V приблизно  7,0.
Вона  розташована на відстані близько 827,8 світлових років від Сонця.

## Пекулярний хімічний склад
Зоряна атмосфера HD162576 має підвищений вміст 
Si
.